# Kalle Hunter
Kalle Hunter – Master of all Styles ist eine Hörbuch-Serie aus dem Hause h.k. Cartoon. Es wurde im Jahr 2020 während der Coronavirus-Pandemie erschaffen und erstmals veröffentlicht. Dabei spielt Kalle Hunter, ein Berliner Braunbär und Meister der Kampfsportart Kung Fu, die Hauptrolle und erlebt gemeinsam mit seinen Freunden in einer fiktiven Welt spannende Abenteuer. Ausschlaggebend für die Entstehung von Kalle Hunter ist die Liebe des Autors zum Kung Fu. Der Autor selbst ist Mitglied in einem Kampfsportverein, in dem der vietnamesische Kung-Fu-Stil Phạm Võ Dạo gelehrt wird.

## Handlung
Die Hörbuchserie Kalle Hunter – Master of all Styles spielt in einer fiktiven Welt, die unserer Welt sehr ähnlich ist, bis auf die Tatsache, dass es neben Menschen noch sprechende Bären und andere Tiere gibt. Die Hauptfiguren Kalle Hunter, Meisterin Kuma und Sarah Biolectra erleben dabei die unterschiedlichsten Abenteuer, in denen vor allem Kalle als Kung-Fu-Krieger gegen verschiedene Feinde antreten und immer wieder die Welt retten muss. Seine Abenteuer führen Kalle dabei an die entlegensten Winkel der Erde und manchmal sogar in ein anderes Zeitalter. Dabei trifft er unter anderem auf Wikinger, Klone, Ritter, Hexen und andere Wesen.

## Hauptfiguren

### Kalle Hunter
Der Braunbär Kalle wurde in einem Zirkus geboren und verbrachte dort die ersten Jahre seines Lebens in Gefangenschaft. Nachdem es ihm schließlich gelingt, aus dem Zirkus zu fliehen, wird er eines Tages von seiner zukünftigen Kung-Fu-Meisterin Kuma aufgenommen. Diese hilft ihm dabei, eine Pflegefamilie zu finden. Er landet schließlich bei Familie Jäger, die im Verlauf der Geschichte zu seinem neuen Nachnamen „Hunter“ beiträgt. Einige Jahre später erkennt Kalle (durch den Einfluss vieler Martial-Arts-Filme und Computerspiele), dass er Kung-Fu-Meister werden will. Seine Reise führt ihn zurück zu Meisterin Kuma, wo das jahrelange Training unter den wachsamen Augen der Meisterin beginnt. Stärker als je zuvor, beginnt Kalle das Leben in der Großstadt Berlin. Seine ganze Zeit widmet er Missionen, auf die er nicht nur von seiner Meisterin, sondern auch von der Regierung und manchmal vom Schicksal geschickt wird. Wenn er dann endlich einmal ein paar ruhige Tage hat, an denen er nicht von der Presse verfolgt wird, werden diese von seiner äußerst nervigen und neugierigen Nachbarin gestört. Wesensart: leicht selbstverliebt, stark, hilfsbereit, selbstsicher, zielorientiert.

### Meisterin Kuma
Wie Kalle, wird auch Kuma als kleines Kind mitten im Wald Chinas von ihrem Meister gefunden. Das kleine unterernährte Erdmännchen hat keine Erinnerungen mehr, als es von Meister Heng aufgenommen wird. Die einzige Sprache, die Kuma damals spricht, ist Deutsch, doch woher sie diese Sprache kann und woher sie überhaupt kommt, kann sie nie zurückverfolgen. Zu Beginn denkt Meister Heng, dass das kleine Erdmännchen nur für eine kurze Zeit bei ihm bleiben wird. Allerdings bemerkt er sehr schnell Kumas Begeisterung und ihr natürliches Talent für Kung-Fu. Kurzerhand entschließt er sich dazu, Kuma zu trainieren. Trotz ihrer geringen Größe dauert es nicht lange, bis auch sie zur Meisterin wird. Wenige Jahre später entscheidet sich Kuma, nach Deutschland zu ziehen, um das Geheimnis ihrer Vergangenheit zu lüften – doch leider vergebens. Das Einzige, was sie dort vorfindet, ist eine kleine Hütte im Wald nicht weit von Berlin entfernt, die sie zu ihrem neuen Zuhause macht. Seitdem verbringt sie ihre Zeit mit dem Sammeln von Kräutern und Kung-Fu-Übungen. Eines Tages stößt sie auf ein kleines unterernährtes Bärenjunges, das sie natürlich, ohne groß nachzudenken, aufnimmt. Damals weiß sie noch nicht, dass sie dabei ist, den wohl stärksten Kung-Fu-Krieger der Welt großzuziehen.

### Sarah Biolectra
Sarah ist ein Einzelkind aus einfachen Verhältnissen und hat eine unbeschwerte und glückliche Kindheit. Schon seit ihrer frühesten Jugend weiß Sarah, dass sie Biologin werden will. Flora und Fauna hat sie immer mehr fasziniert als alles andere auf dieser Welt. Ihre Eltern haben schnell bemerkt, dass ihre Tochter etwas ganz Besonderes ist, und unterstützen sie von ganzem Herzen bei ihrem Bestreben, Biologin zu werden. Sie sparen fleißig und investieren ihr gesamtes Geld in die Bildung und Ausbildung ihrer Tochter. Schon als kleines Kind wird Sarah verwöhnt und bekommt alles, was ihr Herz begehrt. Sie beendet ihr Studium mit nur 20 Jahren mit dem besten Durchschnitt in ganz Deutschland. Eine Arbeit in ihrem Fachgebiet zu finden, fällt ihr dementsprechend leicht. Bereits ein Jahr später wird Sarah zur jüngsten Leiterin ihres eigenen Biolabors in Berlin befördert. Ihr Leben besteht fortan aus Arbeit und ihrer einzigen Freundin Lisa. Doch ihre Prioritäten ändern sich drastisch, nachdem ein gewisser Braunbär in die Wohnung nebenan einzieht.

## Episodenliste
| Nr. | Titel                         | Kurzbeschreibung | Produktion   |
| --- | ----------------------------- | --- | ------------ |
| 1   | Das Interview                 | Kalle Hunter wird in einer TV-Show von einer Moderatorin über sein Leben interviewt.                                                  | h.k. Cartoon |
| 2   | Kalle Hunter und die Wikinger | Der Nordpol wird von Wikingern belagert. Kalle Hunter wird als die einzige Rettung entsendet und findet dabei ein mysteriöses Objekt. | h.k. Cartoon |
| 3   | Kalle Hunter im Mittelalter   | Das mysteriöse Objekt aus der letzten Folge katapultiert Kalle Hunter ins Mittelalter, wo er einer Hexe bei der Flucht hilft.         | h.k. Cartoon |
| 4   | Wie alles begann Teil 1       | Noch als ein Bärenjunges bricht Kalle aus dem Zirkus aus und trifft dabei auf seine zukünftige Kung-Fu-Meisterin Kuma.                | h.k. Cartoon |
| 5   | Wie alles begann Teil 2       | Kalle ist mittlerweile ein Teenager und beschließt, Kung-Fu-Krieger unter der Anleitung von Meisterin Kuma zu werden.                 | h.k. Cartoon |
| 6   | Heimliche Liebe               | Kalles Nachbarin Sarah Biolectra beginnt, Gefühle für Kalle zu entwickeln, und begeht bei Kalles Umwerbung einen großen Fehler.       | h.k. Cartoon |

## Verknüpfungen zu anderen Werken
- Kalle Hunter ist bereits seit seiner Kindheit wie besessen von Martial-Arts-Filmen, vor allem von solchen, in denen Chuck Norris, Steven Seagal, Sylvester Stallone und Jean-Claude Van Damme mitspielen.

## Aufbau
Das Hörbuch ist in mehrere Episoden aufgeteilt, die teilweise auf einander aufbauen. Zu Beginn jedes Hörspiels wird das musikalische Intro eingespielt. Jede Folge wird von zwei Hauptsprechern besprochen, die unterschiedlichen Charakteren und Nebenrollen ihre Stimmen leihen. Die meisten Episoden sind durch einen akustischen Effekt in Kapitel unterteilt. Zum Schluss jeder Folge wird ein Outro eingespielt.